# Haematopota mendossaorum
Haematopota mendossaorum är en tvåvingeart som beskrevs av Dias 1992. Haematopota mendossaorum ingår i släktet Haematopota och familjen bromsar.
Artens utbredningsområde är Portugal. Inga underarter finns listade i Catalogue of Life.